# Inés Enríquez Frödden

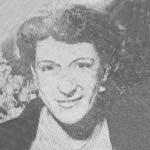
Inés Enríquez Frö đột

Inés Enríquez Frödden  (1913-1998) là một chính trị gia Chile (xã hội chủ nghĩa). Cô trở thành nữ phạm nhân đầu tiên ở Chile vào năm 1950 và là đại diện nữ đầu tiên của Hạ viện năm 1951. Cô tập trung vào các quyền xã hội của phụ nữ và trẻ em.